# Wilhelm Nöller
Wilhelm Nöller (* 10. Juni 1890 in Großliebringen; † 24. September 1964 in Schleusingerneundorf) war ein deutscher Tiermediziner, Pathologe und Parasitologe.

## Leben
Wilhelm Nöller (ältere Schreibweise Noeller) war ein Sohn von Emilie, geb. Beythan, und Eduard Heinrich Hermann Nöller. Im Frühjahr 1897 erfolgte die Einschulung in Großliebringen. 1900 zogen die Eltern mit den Kindern nach Paulinzella. Dort ging er weiter zur Schule, wechselte dann in eine Privatschule nach Bad Blankenburg und 1904 an das Realgymnasium in Rudolstadt. Die Eltern kauften 1904 ein Bauerngut in Hengelbach und zogen dorthin, in dessen Nachbargemeinde und Pfarrkirche Gösselborn Nöller 1905 konfirmiert wurde. 1907 wechselte er an das Königliche Realgymnasium in Erfurt und legte dort 1910 das Abitur ab.
Von 1910 bis 1912 studierte er Veterinärmedizin an der Tierärztlichen Hochschule Berlin und danach bis 1914 an der Königlichen Tierärztliche Hochschule München. Hier wurde er 1914 mit der Arbeit Die Übertragungsweise der Rattentrypanosomen promoviert. Als Veterinäroffizier nahm er am Ersten Weltkrieg teil und entwickelte dabei ein neues Verfahren zur Bekämpfung der Räude bei Pferden. 1920 folgte die Habilitation an der Medizinischen Fakultät der Universität Hamburg.
Nöller arbeitete von 1919 bis 1921 als Vorsteher der Protozoenabteilung am Institut für Schiffs- und Tropenkrankheiten in Hamburg und war ab 1920 als Privatdozent für Protozoologie an der Hamburger Universität tätig. 1921 wurde er als Ordinarius für Pathologische Anatomie an die Tierärztliche Hochschule in Berlin berufen. Hier erhielt er 1926 den neu eingerichteten Lehrstuhl für Parasitenkunde und veterinärmedizinische Zoologie. 1933 wurde Nöller aus politischen Gründen in den Ruhestand versetzt. Er lebte ein Jahr in Erfurt, anschließend im Elternhaus seiner Frau in Stadtilm und war in dieser Region als praktischer Tierarzt tätig.
Am 10. April 1945 vereitelte Nöller die Sprengung des Eisenbahnviadukts der Stadt. Mit drei Gehilfen wurde der Sprengsatz erst entschärft und dann vom Bahnviadukt weggebracht. Am 12. April 1945 marschierten die US-Truppen in die Stadt ein. Ende September gründete er mit dem Lehrer Macherrauch die Liberal-Demokratische Partei (LDP) in Stadtilm. Er wurde später jeweils kurzzeitig zum Kreistierarzt bzw. in die Landesverwaltung nach Weimar berufen. Im Februar 1946 bestellte man ihn in der Nachfolge des belasteten Johannes Weigelt zum Vorsitzenden des Thüringischen Geologischen Vereins.
Nöller kaufte zwischen 1925 und 1927 zwei Anwesen und dazugehörende Nutzflächen in Gösselborn. Ein Haus diente bis 1933 als Wohnsitz der Familie. Die Landwirtschaft wurde auch für Versuchszwecke betrieben, nach 1934 verpachtet und 1949 wieder verkauft.
Am 24. September 1964 verstarb Wilhelm Nöller an den Folgen eines Unglücks während einer Exkursion in Schleusingerneundorf. Er wurde auf dem Friedhof in Stadtilm beerdigt.
Nöller war mit Helene Klein, Tochter des Landwirts und Brauereibesitzers Ernst Klein aus Stadtilm, seit 1919 verheiratet. Das Paar hatte zwei Söhne: einer verstarb früh, der andere wurde ein bedeutender Humanmediziner.
Wilhelm Nöller war als Parasitologe eine allseits anerkannte Persönlichkeit. Er brachte in den  wenigen ihm als akademischen Lehrer vergönnten Jahren mehrere Fachbücher allein oder als Mitautor heraus, veröffentlichte etwa 100 eigene und 37 Gemeinschaftsbeiträge in Fachzeitschriften. 13 seiner ehemaligen Mitarbeiter erhielten eine Berufung als ordentlicher Professor.

## Ehrungen
- Dammann-Medaille der Tierärztlichen Hochschule Hannover (1921)
- Außerordentliches Mitglied des Landesveterinärrates und Mitglied der Prüfungskommission für Kreistierärzte in Berlin (1921)
- Ordentliches Mitglied des Wissenschaftlichen Senats für das Heeres-Veterinärwesen in Berlin (1928)
- Heinrich-Hertz-Medaille der Gesellschaft Deutscher Naturforscher und Ärzte (1928)
- Prof.-Nöller-Straße in Großliebringen (2002)